# エバレット・ケネディ・ブラウン
エバレット・ケネディ・ブラウン (英語: Everett Kennedy Brown, 1959年7月14日 - ) は、京都市在住のアメリカ人写真家、湿板光画家、国際フォトジャーナリスト、文筆家、日本文化研究者。元EPA通信社日本支局長。文化庁長官表彰（文化発信部門）被表彰者。東京大学先端科学技術研究センター非常勤講師。一般社団法人京都会所代表理事。大学院大学至善館教授。

## 略歴
アメリカ合衆国のワシントンD.C.出身。幕末にマシュー・ペリーと共に黒船来航した写真家のエリファレット・ブラウン・ジュニアは縁戚にあたる。アンティオーク大学 文化人類学学科卒業。1988年から日本に定住。EPA通信社の日本支局を設立し、支局長を2012年まで務める。ジャーナリストとして日本中を旅し、伝統風俗を学ぶ。姫田忠義や宮本常一、柳田邦男に深く感銘を受ける。2011年より湿板写真を通じて、日本の古層を古典技法で映し続ける。
まちおこしのアドバイザーとして、新潟県小千谷市、福島県相馬市、広島県府中市上下町、佐賀県基山市、福岡県宗像市、島根県松江市、福井県永平寺町などと関わり成果をおさめる。
千葉県にブラウンズフィールドを設立。執筆活動のほか講演を定期的に行う。諸省庁の文化推進カウンセラーを多く務める。観光庁のインバウンドのスローガン“Japan, Endless Discovery.”を提案。 
ナショナル・ジオグラフィック、GEO、ニューヨーク・タイムズ、CNN、ル・モンドなど国内外の媒体に広く作品を寄せている。『Kyoto Journal』寄稿編集者。近衞忠大と設立した会所プロジェクト理事。
フランスの権威ある写真雑誌『GEO』にて、現代において見るべきモノクロ写真に、世界10人の写真家として選出された。

## 役職・受賞歴
- 日本内閣府、メディア戦略顧問（1999年）
- ドイツのGEO誌で「ピクチャー・オブ・ザ・イヤー」（2001年）
- 日本内閣府、国際イメージ・ブランディング・プロジェクト顧問（2007年）
- 21世紀シンクタンクフォーラム・文化発展 顧問（2009年）
- 経済産業省クールジャパン 官民有識者会議委員諮問会議メンバー（2010-2012年）彼が提案した “Japan is a land of endless discovery”は、“Japan, Endless Discovery.”となり、観光庁のスローガンとなっている。
- 日本デザイン文化フォーラム幹事（2012年 -  ）
- IBM経済文化会議（伊豆会議）メンバー（2012年 -  ）
- 文部科学省顧問（2013年 -  ）
- 文化庁長官表彰（文化発信部門）被表彰者（2013年）
- 文部科学省カルチャーヴィジョンサミットメンバー（2014年）
- 日本芸術文化国際センター顧問、クリエイティブアドバイザー（2014年 -  ）
- 観光庁、東北地方観光推進顧問（2015年 -  ）
- 広島県観光推進顧問（2015年 -  ）
- 会所プロジェクト理事（2016年 -  ）
- 京都府観光推進顧問（2016年 -  ）
- 駐日アメリカ合衆国大使館の写真講師（2017年）
- びわ湖大津PR大使[14]（2018年 -   ）
- 島根県ふるさと親善大使 遣島使[15] （2019年 12月 -  ）

## 主な個展
- 『ガングロガールズ』（日本外国特派員協会、2002年）
- 日本の震災復興写真『After the Tsunami Collodions』（日本内閣政府主催 ダボス会議世界経済フォーラム、2011年）
- 『日本の回廊』（バチカン市国　Diocesano di Brescia美術館、2014年）
- 『日本の面影』（ギャラリーA4、2014年）松岡正剛と近藤誠一が、前書きに言葉を寄せる。
- 『日本の匠』（竹中大工道具館、2015年）[16]
- 『日本の面影』（三渓園ミュージアム、2015年）
- 『日本の匠』（フィンランド国立クラフト美術館、2015年）
- 『Japanese Samurai Fashion』（ニューヨーク・hpgrp gallery、2017年）福島県相馬地方の祭礼「相馬野馬追」を撮影したもの。CNN Style、ワシントンポスト紙や、フランス、ドイツなど各紙で取り上げられる。[17][18]
- 『Kimono Story』（ニューヨーク・Kosaka Art gallery、2017年）
- 『Japanese Samurai Fashion / Kimono Story』（アメリカ・オハイオ州 Antioch College、2017年）
- 『Japanese Samurai Fashionー野馬追の侍たちが纏う祝祭の精神』（青山スパイラルホール、2017年）[19]
- 『知られざる松江の面影』（松江テルサ、2017年）
- 『エバレット・ブラウン面影湿板光画展』（名古屋城・本丸御殿孔雀の間、2018年）[20]
- 『Seeking an Open Life: Photographs of Lafcadio Hearn's Japan』[21]（The Historic New Orleans Collection Museum、2019年）

## 主な著作
- 『俺たちのニッポン』（小学館、1999年）
- 『ガングロガールズ』（Koenmann、2001年）
- 『日本力』（松岡正剛との共著・パルコ出版、2010年）
- 『日本の面影 - Echoes of Tradition』（Gallery A4出版、2014年）前書きは松岡正剛と、元文化庁長官の近藤誠一によって書かれた。
- 『匠の流儀: 経済と技能のあいだ』（松岡正剛、隈研吾らとの共著・春秋社、2015年）
- 『Japanese Samurai Fashion』（赤々舎出版、2017年）前書きは皇族の彬子女王殿下とファッションデザイナーの滝沢直己、後書きはファッションデザイナーのコシノジュンコ、帯は編集工学者の松岡正剛によって書かれた。
- 『失われゆく日本 / Japan Endless Discovery』（小学館、2018年8月）前書きは資生堂名誉会長の福原義春、帯は松岡正剛によって書かれた。
- 『先祖返りの国へ　日本の身体−文化を読み解く』（エンゾ早川との共著・晶文社、2020年8月）
- 『京都派の遺伝子　15人の海外クリエイター』（淡交社、2020年9月）
- 『Archaic Future ひとつながりの記憶』（Harvest出版、2020年11月）

## 主な寄稿・翻訳
- “Japan Through the Eyes of W. Eugene Smith（ユージン・スミスの目を通した日本）” カタログの翻訳。（東京写真美術館、1996年）
- 日本の四季コラムに、“In Search of the Japanese Spirit of Sport” を寄稿。（朝日新聞、2001年）
- Japanese Modern, “Ability to read feelings is a special gift” を寄稿。（経済産業省機関紙、2008年）
- 『意身伝心ーコトバとカラダのお作法』（田中泯, 松岡正剛 著）翻訳。（春秋社、2013年）
- 『和楽』（小学館、2014年）
- 『家庭画報インターナショナル』（世界文化社、2014年）2016年より『家庭画報インターナショナル』アンバサダーとして取材や寄稿を重ねる。
- 『月刊美術』連載（実業之日本社、2014−2017年）
- 『Kyoto Journal』湿板写真特集。（2017年）
- 『GEO』にて、現代において見るべきモノクロ写真に、世界10人の写真家として寄稿。（2017年）
- 『なごみ』にて『京都派の遺伝子』連載（淡交社、2019年 -  ）
- 京都新聞web版『THE KYOTO』にて『京都派の遺伝子』連載（2020年1月 -  ）

## メディア出演
- 「写真家たちの日本紀行」（BSジャパン）
- 「エコの作法」（BS朝日）
- 「奥の細道」（SkyPerfect!）
- 「地球テレビ・エルムンド」（NHK BS1）
- 「Samurai」（NHKワールド）
- 「Spiritual Explorers」（NHKワールド）[8]